# 泰族 (越南)
泰族（越南语：／）是越南的54个民族之一，又译傣族，人口132万8725（1999年统计）。是越南第二大少数民族，人数仅次于岱依族。主要分布在奠边省、莱州、山罗、和平、清化和乂安等省。
越南的泰族和泰国的泰族、老挝的寮族、缅甸的掸族、中国的傣族都有密切的关系（他们认为祖先是來自西双版纳）。越南泰族的语言和前面提到的几个民族的语言都属于侗台语族台语支西南语群。他们不同于其他泰族，他们信仰佛教的比例較低。泰族在九世紀時從雲南沿紅河來到今天的越南這一帶，因不願受到京族的壓榨，被迫遷到華潘省一帶，但後來這些地方又被京族佔領，泰族因而變成越南的少數民族。他们古代叫牛吼蛮。
越南的泰族按照服饰的颜色分为以下几个部族：
- 黑泰，又称傣担，人数最多，主要分布在莱州省和山罗省的琼崖县、北安县、扶安县三县，说傣担语。
- 白泰，又称傣端或傣皓，主要分布在山罗省和奠边省的奠边县、遵教县，说傣端语。
- 红泰，又称泰丹，主要分布在山罗省木州县、和平省枚州县以及清化省和乂安省的山区，人数140000，也分布于泰国、寮國与美国，说泰丹语。